# Yusra
Yusra (arabisch يسرى) ist ein weiblicher Vorname.

## Herkunft und Bedeutung
Der arabische Vorname bedeutet Vermögen/Reichtum/Wohlhabenheit, Leichtigkeit/Wohlgefühl/Behaglichkeit/Ausgeglichenheit.

## Verbreitung
In Deutschland und Österreich kommt Yusra seit Mitte der 2000er Jahre fast alljährlich in der Namensgebung vor. Dahingegen wird der Name in der Schweiz erst seit ein paar Jahren vergeben.
Besonders beliebt ist der Name in der Türkei. Die Schreibweise Yüsra befindet sich seit 2016 in den Top-100 der Vornamenscharts. Im Jahr 2023 belegte der Name den 36. Platz.
Yusra kommt in den Niederlanden seit den 1970er Jahren vor. Seit der Jahrtausendwende erlebt der Name einen leichten Aufwärtstrend. Er zählt seit Mitte der 2010er Jahre zu den mäßig beliebten Vornamen. In Frankreich ist er seit der Jahrtausendwende jedes Jahr in den Vornamenscharts anzutreffen. Rund 280 Mädchen wurde in den letzten 10 Jahren so genannt. Der Name wird in Belgien seit Mitte der 2010er Jahre regelmäßig gewählt, etwa 110 Mal in den letzten 10 Jahren.
In den nordischen Ländern Dänemark, Norwegen und Schweden ist der Name nur mäßig beliebt.
Der Name Yusra wird seit Ende der 1990er Jahre regelmäßig in England und Wales vergeben, mit steigender Popularität. Im Jahr 2022 belegte der Name Platz 250.
In anderen angelsächsischen Ländern wie Irland, Nordirland, Schottland sowie Kanada und den USA ist der Name ebenfalls in den Hitlisten vertreten, jedoch ist er nicht sonderlich beliebt.

## Bekannte Namensträgerinnen
- Yusra Mardini (* 1998), in Deutschland lebende syrische Schwimmsportlerin